# World Rugby Sevens Challenger Series 2025
El World Rugby Sevens Challenger Series 2025 corresponde a la 5ª temporada del circuito de selecciones nacionales de rugby 7, en modalidades femenina y masculina. 
La serie se conforma con tres torneos, dos en Ciudad del Cabo (Sudáfrica) y uno en Cracovia (Polonia), obteniendo puntos en cada uno según la ubicación. En los dos primeros torneos compiten doce equipos de hombres y doce equipos de mujeres, que obtienen su clasificación en torneos regionales. En el tercer torneo en Cracovia compiten los ocho equipos mejor ubicados en la tabla. Al finalizar el torneo de Cracovia, las cuatro selecciones con más puntos obtenidos en los tres torneos, clasifican al Seven de Estados Unidos (Los Ángeles) 2025, a ser realizado entre e 3 y 4 de mayo, para disputar el ascenso a la temporada 2025-26 del Circuito Mundial de seven con los cuatro equipos relegados a las últimas posiciones de la tabla del SVNS 2024-25.
Los equipos femeninos clasificados para disputar el ascenso fueron Kenia, Sudáfrica, Argentina y Colombia. Los equipos masculinos clasificados para disputar el ascenso fueron Portugal, Alemania, Canadá y Samoa.

## Equipos

### Cuadro femenino
- África
  -  Kenia
  -  Sudáfrica
  -  Uganda
- América del Norte
  -  México
- América del Sur
  -  Argentina
  -  Colombia
- Oceanía
  -  Samoa
- Asia
  -  Hong Kong China
  -  Tailandia
- Europa
  -  Bélgica
  -  Polonia
  -  República Checa

### Cuadro masculino
- África
  -  Uganda
  -  Madagascar
- América del Norte
  -  Canadá
- América del Sur
  -  Chile
  -  Brasil
- Oceanía
  -  Samoa
  -  Tonga

- Asia
  -  Japón
  -  Hong Kong China
- Europa
  -  Alemania
  -  Georgia
  -  Portugal

## Calendario
- 1 y 2 de marzo. Ciudad del Cabo, Sudáfrica
- 7 y 8 de marzo. Ciudad del Cabo, Sudáfrica
- 11 y 12 de abril. Cracovia, Polonia

## Puntaje
Cada uno de los torneos de la etapa regular concede un puntaje a cada equipo según la posición en la que finalicen: 

| Posición |    |    |    | 4  | 5  | 6  | 7 | 8 | 9 | 10 | 11 | 12 |
| Puntaje  | 20 | 18 | 16 | 14 | 12 | 10 | 8 | 6 | 4 | 3  | 2  | 1  |

## Tabla de posiciones

### Femenina
| Pos | A/D | Selección       | Ciudad del Cabo I | Ciudad del Cabo II | Cracovia | Pts |
| --- | --- | --------------- | ----------------- | ------------------ | -------- | --- |
| 1   | C   | Kenia           |                   |                    |          | 56  |
| 2   | C   | Sudáfrica       |                   |                    |          | 54  |
| 3   | C   | Argentina       |                   | 12                 |          | 48  |
| 4   | C   | Colombia        | 14                |                    | 10       | 40  |
| 5   |     | Tailandia       | 12                | 10                 | 14       | 36  |
| 6   |     | República Checa | 8                 | 14                 | 8        | 30  |
| 7   |     | Polonia         | 10                | 6                  | 6        | 22  |
| 8   |     | Bélgica         | 4                 | 4                  | 12*      | 20  |
| 9   |     | Uganda          | 6                 | 8                  | -*       | 14  |
| 10  |     | Hong Kong China | 3                 | 4                  | -        | 7   |
| 11  |     | Samoa           | 2                 | 2                  | -        | 4   |
| 12  |     | México          | 1                 | 1                  | -        | 2   |

- Uganda no pudo participar del torneo de Cracovia debido a problemas financieros de la federación ugandesa y dificultades para obtener las visas. Debido a ello Bélgica, ubicada en noveno lugar con 8 puntos, fue invitada (wild card) a competir en el torneo.[5]

|  | Clasificados al Seven de Cracovia. |

| C | Clasificados al Seven de Estados Unidos (Los Ángeles) 2025 (ascenso al SVNS 2025-26). |

Fuente: World Rugby

### Masculina
| Pos | A/D | Selección       | Ciudad del Cabo I | Ciudad del Cabo II | Cracovia | Puntos |
| --- | --- | --------------- | ----------------- | ------------------ | -------- | ------ |
| 1   | C   | Portugal        | 12                |                    |          | 52     |
| 2   | C   | Alemania        |                   |                    |          | 50     |
| 3   | C   | Canadá          |                   |                    | 14       | 48     |
| 4   | C   | Samoa           | 14                | 12                 | 18       | 44     |
| 5   |     | Chile           |                   | 8                  | 10       | 38     |
| 6   |     | Japón           | 6                 | 14                 | 6        | 26     |
| 7   |     | Madagascar      | 10                | 4                  | 12       | 26     |
| 8   |     | Tonga           | 3                 | 10                 | 8        | 21     |
| 9   |     | Uganda          | 8                 | 2                  | -        | 10     |
| 10  |     | Georgia         | 2                 | 6                  | -        | 8      |
| 11  |     | Hong Kong China | 4                 | 3                  | -        | 7      |
| 12  |     | Brasil          | 1                 | 1                  | -        | 2      |

|  | Clasificados al Seven de Cracovia. |

| C | Clasificados al Seven de Estados Unidos (Los Ángeles) 2025 (ascenso al SVNS 2025-26). |

Fuente: World Rugby